# Prognathogryllus
Prognathogryllus är ett släkte av insekter. Prognathogryllus ingår i familjen syrsor.

## Dottertaxa tillPrognathogryllus, i alfabetisk ordning[1]
- Prognathogryllus alapa
- Prognathogryllus alatus
- Prognathogryllus alternatus
- Prognathogryllus aphrastos
- Prognathogryllus awili
- Prognathogryllus elongatus
- Prognathogryllus epimeces
- Prognathogryllus flavidus
- Prognathogryllus giganteus
- Prognathogryllus hana
- Prognathogryllus haupu
- Prognathogryllus hea
- Prognathogryllus hypomacron
- Prognathogryllus inexpectatus
- Prognathogryllus kahea
- Prognathogryllus kahili
- Prognathogryllus kipahulu
- Prognathogryllus kohala
- Prognathogryllus kukui
- Prognathogryllus makai
- Prognathogryllus makakapua
- Prognathogryllus mauka
- Prognathogryllus oahuensis
- Prognathogryllus olympus
- Prognathogryllus opua
- Prognathogryllus parakahili
- Prognathogryllus parakukui
- Prognathogryllus pararobustus
- Prognathogryllus pihea
- Prognathogryllus puna
- Prognathogryllus robustus
- Prognathogryllus spadix
- Prognathogryllus stridulans
- Prognathogryllus waikemoi
- Prognathogryllus weli
- Prognathogryllus victoriae